# Monica Rogati
 (octobre 2023).
Monica Rogati est data scientist, informaticienne et ancienne vice-présidente des données de Jawbone. Avant cela, elle était data scientist senior chez LinkedIn.

## Enfance et éducation
Née en Roumanie, elle y fréquente le Collège national d'informatique Tudor Vianu. Elle est titulaire d'une licence en informatique de l'université du Nouveau-Mexique, et d'une maîtrise et d'un doctorat en informatique de l'université Carnegie Mellon.

## Carrière
Monica Rogati est vice-présidente chargée des données chez Jawbone de 2013 à 2015, après avoir été, durant 5 ans, data scientist chez LinkedIn, où elle a produit la version initiale du système de recherche d'emploi de LinkedIn et le premier modèle d'apprentissage automatique utilisé pour la fonctionnalité « Personnes que vous connaissez peut-être ». Elle est actuellement associée chez Data Collective (DCVC) et conseillère scientifique chez CrowdFlower.

## Notoriété
Monica Rogati est interviewé et présenté par le New York Times,, Recode et d'autres médias.
En 2014, elle est nommée « Big Data All-Star » par Fortune et a été nommée l'une des « 100 personnes les plus créatives du monde des affaires » par Fast Company.
En 2013, elle est nommée « Enterprise Superstar » par VentureBeat.